# Tropidauchen viridis
Tropidauchen viridis är en insektsart som beskrevs av Bei-bienko 1950. Tropidauchen viridis ingår i släktet Tropidauchen och familjen Pamphagidae. Inga underarter finns listade i Catalogue of Life.